# 桐谷蝶蝶
桐谷蝶蝶（1月15日—）是日本的女性聲優，東京都出身。無所屬事務所。

## 人物
2013年3月退出原事務所RAMS後成為自由身。
2018年4月7日和從事旁白工作的堀大希結婚。

## 演出作品
※粗體字為主要角色。

### 電視動畫
2009年
- 炬燵猫（擔當者）

2010年
- 喜歡無賴男 THE Anime（智）

2011年
- 襪子猴大冒險（威斯特、菲雅）

2012年
- 麵包咪咪（莫奇、中間的三明治）
- NUKKO（はっこ、貝爾巴拉）
- 懶懶熊貓（可可無尾熊）

### 遊戲
時期不明
- 偶像收集（東間杏子）
- 水瓶戰記Alternative（鬼少女）
- 騎士集結（伊爾辛）
- 打屁股（水谷麗奈）

2010年
- L@ve once（園崎）

2013年
- 偶像大師 百萬人演唱會！（宮尾美也[4]）
- 美少女戰車隊（海澤未央）
- 巴哈姆特之怒（蘿蕾娜）
- 巫女之杜（霧島彩加[5]）

2015年
- Chaos Dragon 混沌戰爭（喬治〈少年時代〉）

2016年
- 鎖鏈戰記（史卡蕾特）
- 謝謝招待（藍原里美[6]）
- 世界鎖鏈（夏爾·德·博蒙）

2017年
- 偶像大師 百萬人演唱會！劇場時光（宮尾美也）
- Sevendays 與你共度的這七天（忽那櫻[7]）

2018年
- 闇影詩章（蘿蕾娜）

### 廣播劇CD
2008年
- THOR CODE（姬守千代）

2009年
- 雙面騎士 -月之公主與龍騎士-（女孩子）
- 鐵道企畫員（站務員）

2015年
- 偶像大師 百萬人演唱會！ 系列（宮尾美也）

### 影像商品
- THE IDOLM@STER MILLION LIVE! 3rdLIVE TOUR BELIEVE MY DRE@M!! LIVE Blue-ray 01@NAGOYA（2016年）[8]

## 音樂CD

### 角色歌
| 發售日   | 商品名稱                                                         | 演唱名義 | 歌曲                                | 備註                                            |
| 2013年   | 2013年                                                           | 2013年 | 2013年                              | 2013年                                          |
| -------- | ---------------------------------------------------------------- | --- | ----------------------------------- | ----------------------------------------------- |
| 4月24日  | THE IDOLM@STER LIVE THE@TER PERFORMANCE 01 Thank You!            | 765 MILLIONSTARS | 「Thank You!」                      | 遊戲《偶像大師 百萬人演唱會！》主題曲           |
| 4月24日  | THE IDOLM@STER LIVE THE@TER PERFORMANCE 01 Thank You!            | 765THEATER ALLSTARS | 「Thank You!」                      | 遊戲《偶像大師 百萬人演唱會！》主題曲           |
| 2014年   |                                                                  | |                                     |                                                 |
| 1月29日  | THE IDOLM@STER LIVE THE@TER PERFORMANCE 10                       | 宮尾美也（桐谷蝶蝶） | 「」                                | 遊戲《偶像大師 百萬人演唱會！》相關歌曲         |
| 1月29日  | THE IDOLM@STER LIVE THE@TER PERFORMANCE 10                       | 四條貴音（原由實）、高坂海美（上田麗奈）、德川茉莉（諏訪彩花）、宮尾美也（桐谷蝶蝶） | 「瞳の中のシリウス」                | 遊戲《偶像大師 百萬人演唱會！》相關歌曲         |
| 11月26日 | THE IDOLM@STER LIVE THE@TER HARMONY 06                           | 灼熱少女 | 「」 「Welcome!!」                  | 遊戲《偶像大師 百萬人演唱會！》相關歌曲         |
| 11月26日 | THE IDOLM@STER LIVE THE@TER HARMONY 06                           | 宮尾美也（桐谷蝶蝶） | 「}」                               | 遊戲《偶像大師 百萬人演唱會！》相關歌曲         |
| 2015年   |                                                                  | |                                     |                                                 |
| 9月30日  | THE IDOLM@STER LIVE THE@TER DREAMERS 01 Dreaming!                | MILLION ALLSTARS | 「Welcome!!」                       | 遊戲《偶像大師 百萬人演唱會！》相關歌曲         |
| 12月2日  | THE IDOLM@STER LIVE THE@TER DREAMERS 03                          | 如月千早（今井麻美）、周防桃子（渡部惠子）、德川茉莉（諏訪彩花）、二階堂千鶴（野村香菜子）、萩原雪步（淺倉杏美）、箱崎星梨花（麻倉桃）、馬場木實（高橋未奈美）、真壁瑞希（阿部里果）、宮尾美也（桐谷蝶蝶）、最上靜香（田所梓） | 「Dreaming!」                       | 遊戲《偶像大師 百萬人演唱會！》相關歌曲         |
| 12月2日  | THE IDOLM@STER LIVE THE@TER DREAMERS 03                          | 箱崎星梨花（麻倉桃）、宮尾美也（桐谷蝶蝶） | 「Smiling Crescent」                | 遊戲《偶像大師 百萬人演唱會！》相關歌曲         |
| 2016年   |                                                                  | |                                     |                                                 |
| 9月30日  | THE IDOLM@STER LIVE THE@TER SOLO COLLECTION Vo.03 Visual Edition | 宮尾美也（桐谷蝶蝶） | 「Smiling Crescent」                | 遊戲《偶像大師 百萬人演唱會！》相關歌曲         |
| 12月12日 | 偶像大師 百萬人演唱會！ 第5卷 特別版 原創CD                      | 真壁瑞希（阿部里果）、所惠美（藤井幸代）、宮尾美也（桐谷蝶蝶）、周防桃子（渡部惠子）、德川茉莉（諏訪彩花） | 「」                                | 漫畫《偶像大師 百萬人演唱會！》相關歌曲         |
| 2017年   |                                                                  | |                                     |                                                 |
| 2月15日  | THE IDOLM@STER LIVE THE@TER FORWARD 03 Starlight Melody          | | 「」                                | 遊戲《偶像大師 百萬人演唱會！》相關歌曲         |
| 2月15日  | THE IDOLM@STER LIVE THE@TER FORWARD 03 Starlight Melody          | Starlight Melody | 「Starry Melody」                   | 遊戲《偶像大師 百萬人演唱會！》相關歌曲         |
| 3月10日  | THE IDOLM@STER LIVE THE@TER SOLO COLLECTION 04 Starlight Theater | 宮尾美也（桐谷蝶蝶） | 「」                                | 遊戲《偶像大師 百萬人演唱會！》相關歌曲         |
| 7月26日  | THE IDOLM@STER MILLION THE@TER GENERATION 01 Brand New Theater!  | 765 MILLION ALLSTARS | 「Brand New Theater!」              | 遊戲《偶像大師 百萬人演唱會！劇場時光》主題曲   |
| 7月26日  | THE IDOLM@STER MILLION THE@TER GENERATION 01 Brand New Theater!  | 765 MILLION ALLSTARS | 「Dreaming!」                       | 遊戲《偶像大師 百萬人演唱會！劇場時光》相關歌曲 |
| 12月27日 | THE IDOLM@STER MILLION THE@TER GENERATION 03                     | Angel Stars | 「Brand New Theater!」              | 遊戲《偶像大師 百萬人演唱會！劇場時光》相關歌曲 |
| 2018年   |                                                                  | |                                     |                                                 |
| 1月10日  | THE IDOLM@STER MILLION LIVE! M@STER SPARKLE 05                   | 宮尾美也（桐谷蝶蝶） | 「」                                | 遊戲《偶像大師 百萬人演唱會！劇場時光》相關歌曲 |
| 3月28日  | THE IDOLM@STER MILLION THE@TER GENERATION 06 Cleasky             | Cleasky | 「虹色letters」 「」                | 遊戲《偶像大師 百萬人演唱會！劇場時光》相關歌曲 |
| 4月4日   | THE IDOLM@STER MILLION LIVE! M@STER SPARKLE 08                   | 765 MILLION ALLSTARS | 「Brand New Theater!」              | 遊戲《偶像大師 百萬人演唱會！劇場時光》相關歌曲 |
| 6月2日   | THE IDOLM@STER LIVE THE@TER SOLO COLLECTION 06                   | 宮尾美也（桐谷蝶蝶） | 「虹色letters」                     | 遊戲《偶像大師 百萬人演唱會！劇場時光》相關歌曲 |
| 8月29日  | THE IDOLM@STER MILLION THE@TER GENERATION 11 UNION!!             | 765 MILLION ALLSTARS | 「UNION!!」 「Welcome!!」           | 遊戲《偶像大師 百萬人演唱會！劇場時光》相關歌曲 |
| 10月24日 | THE IDOLM@STER THE@TER BOOST 02                                  | 櫻守歌織（香里有佐）、最上靜香（田所梓）、望月杏奈（夏川椎菜）、百瀨莉緒（山口立花子）、宮尾美也（桐谷蝶蝶） | 「」 「DIAMOND DAYS」               | 遊戲《偶像大師 百萬人演唱會！劇場時光》相關歌曲 |
| 2019年   |                                                                  | |                                     |                                                 |
| 3月13日  | Starry Melody（Brand New Ver.）                                  | Starlight Melody | 「Starry Melody（Brand New Ver.）」 | 遊戲《偶像大師 百萬人演唱會！劇場時光》相關歌曲 |
| 4月26日  | THE IDOLM@STER THE@TER SOLO COLLECTION 07 ANGEL STARS            | 宮尾美也（桐谷蝶蝶） | 「」                                | 遊戲《偶像大師 百萬人演唱會！劇場時光》相關歌曲 |

### 组合成员
1. 1 2  天海春香（中村繪里子）、春日未來（山崎遙）、如月千早（今井麻美）、木下日向（田村奈央）、四條貴音（原由實）、茱莉亞（愛美）、高山紗代子（駒形友梨）、田中琴葉（種田梨沙）、天空橋朋花（小岩井小鳥）、箱崎星梨花（麻倉桃）、松田亞利沙（村川梨衣）、三浦梓（高橋智秋）、水瀨伊織（釘宮理惠）、最上靜香（田所梓）、望月杏奈（夏川椎菜）、矢吹可奈（木戶衣吹）、艾蜜莉·司徒亞特（郁原由宇）、大神環（稻川英里）、我那霸響（沼倉愛美）、菊地真（平田宏美）、北上麗花（平山笑美）、高坂海美（上田麗奈）、佐竹美奈子（大關英里）、島原艾琳娜（角元明日香）、高槻彌生（仁後真耶子）、永吉昴（齊藤佑圭）、野野原茜（小笠原早紀）、馬場木實（高橋未奈美）、福田法子（濱崎奈奈）、舞濱步（戶田惠）、真壁瑞希（阿部里果）、百瀨莉緒（山口立花子）、橫山奈緒（渡部優衣）、秋月律子（若林直美）、伊吹翼（Machico）、北澤志保（雨宫天）、篠宮可憐（近藤唯）、周防桃子（渡部惠子）、德川茉莉（諏訪彩花）、所惠美（藤井幸代）、豐川風花（末柄里惠）、中谷育（原嶋燈）、七尾百合子（伊藤美來）、二階堂千鶴（野村香菜子）、萩原雪步（淺倉杏美）、ROCO（中村溫姬）、雙海亞美／真美（下田麻美）、星井美希（長谷川明子）、宮尾美也（桐谷蝶蝶）
2. ↑  春日未來（山崎遙）、木下日向（田村奈央）、茱莉亞（愛美）、高山紗代子（駒形友梨）、田中琴葉（種田梨沙）、天空橋朋花（小岩井小鳥）、箱崎星梨花（麻倉桃）、松田亞利沙（村川梨衣）、最上靜香（田所梓）、望月杏奈（夏川椎菜）、矢吹可奈（木戶衣吹）、艾蜜莉·司徒亞特（郁原由宇）、大神環（稻川英里）、北上麗花（平山笑美）、高坂海美（上田麗奈）、佐竹美奈子（大關英里）、島原艾琳娜（角元明日香）、永吉昴（齊藤佑圭）、野野原茜（小笠原早紀）、馬場木實（高橋未奈美）、福田法子（濱崎奈奈）、舞濱步（戶田惠）、真壁瑞希（阿部里果）、百瀨莉緒（山口立花子）、橫山奈緒（渡部優衣）、伊吹翼（Machico）、北澤志保（雨宫天）、篠宮可憐（近藤唯）、周防桃子（渡部惠子）、德川茉莉（諏訪彩花）、所惠美（藤井幸代）、豐川風花（末柄里惠）、中谷育（原嶋燈）、七尾百合子（伊藤美來）、二階堂千鶴（野村香菜子）、ROCO（中村溫姬）、宮尾美也（桐谷蝶蝶）
3. ↑  天海春香（中村繪里子）、如月千早（今井麻美）、星井美希（長谷川明子）、萩原雪步（淺倉杏美）、高槻彌生（仁後真耶子）、菊地真（平田宏美）、水瀨伊織（釘宮理惠）、四條貴音（原由實）、秋月律子（若林直美）、三浦梓（高橋智秋）、雙海亞美／真美（下田麻美）、我那霸響（沼倉愛美）、春日未來（山崎遙）、最上靜香（田所梓）、伊吹翼（Machico）、島原艾琳娜（角元明日香）、佐竹美奈子（大關英里）、所惠美（藤井幸代）、德川茉莉（諏訪彩花）、箱崎星梨花（麻倉桃）、野野原茜（小笠原早紀）、望月杏奈（夏川椎菜）、ROCO（中村溫姬）、七尾百合子（伊藤美來）、高山紗代子（駒形友梨）、松田亞利沙（村川梨衣）、高坂海美（上田麗奈）、中谷育（原嶋燈）、天空橋朋花（小岩井小鳥）、艾蜜莉·司徒亞特（郁原由宇）、北澤志保（雨宫天）、舞濱步（戶田惠）、木下日向（田村奈央）、矢吹可奈（木戶衣吹）、橫山奈緒（渡部優衣）、二階堂千鶴（野村香菜子）、馬場木實（高橋未奈美）、大神環（稻川英里）、豐川風花（末柄里惠）、宮尾美也（桐谷蝶蝶）、福田法子（濱崎奈奈）、真壁瑞希（阿部里果）、篠宮可憐（近藤唯）、百瀨莉緒（山口立花子）、永吉昴（齊藤佑圭）、北上麗花（平山笑美）、周防桃子（渡部惠子）、茱莉亞（愛美）、白石紬（南早紀）、櫻守歌織（香里有佐）
4. 1 2 3  天海春香（中村繪里子）、如月千早（今井麻美）、星井美希（長谷川明子）、萩原雪步（淺倉杏美）、高槻彌生（仁後真耶子）、菊地真（平田宏美）、水瀨伊織（釘宮理惠）、四條貴音（原由實）、秋月律子（若林直美）、三浦梓（高橋智秋）、雙海亞美／真美（下田麻美）、我那霸響（沼倉愛美）、春日未來（山崎遙）、最上靜香（田所梓）、伊吹翼（Machico）、田中琴葉（種田梨沙）、島原艾琳娜（角元明日香）、佐竹美奈子（大關英里）、所惠美（藤井幸代）、德川茉莉（諏訪彩花）、箱崎星梨花（麻倉桃）、野野原茜（小笠原早紀）、望月杏奈（夏川椎菜）、ROCO（中村溫姬）、七尾百合子（伊藤美來）、高山紗代子（駒形友梨）、松田亞利沙（村川梨衣）、高坂海美（上田麗奈）、中谷育（原嶋燈）、天空橋朋花（小岩井小鳥）、艾蜜莉·司徒亞特（郁原由宇）、北澤志保（雨宫天）、舞濱步（戶田惠）、木下日向（田村奈央）、矢吹可奈（木戶衣吹）、橫山奈緒（渡部優衣）、二階堂千鶴（野村香菜子）、馬場木實（高橋未奈美）、大神環（稻川英里）、豐川風花（末柄里惠）、宮尾美也（桐谷蝶蝶）、福田法子（濱崎奈奈）、真壁瑞希（阿部里果）、篠宮可憐（近藤唯）、百瀨莉緒（山口立花子）、永吉昴（齊藤佑圭）、北上麗花（平山笑美）、周防桃子（渡部惠子）、茱莉亞（愛美）、白石紬（南早紀）、櫻守歌織（香里有佐）
5. ↑  星井美希（長谷川明子）、高槻彌生（仁後真耶子）、雙海亞美／真美（下田麻美）、三浦梓（高橋智秋）、伊吹翼（Machico）、大神環（稻川英里）、北上麗花（平山笑美）、木下日向（田村奈央）、櫻守歌織（香里有佐）、篠宮可憐（近藤唯）、島原艾琳娜（角元明日香）、豐川風花（末柄里惠）、野野原茜（小笠原早紀）、箱崎星梨花（麻倉桃）、馬場木實（高橋未奈美）、宮尾美也（桐谷蝶蝶）、望月杏奈（夏川椎菜）

## 外部連結
- 個人BLOG （页面存档备份，存于）（日語）
- 桐谷蝶蝶的X（前Twitter）（日語）